# Куликовка (Кемеровская область)
Кулико́вка — село в Тисульском районе Кемеровской области. Административный центр Куликовского сельского поселения.

## География
Центральная часть населённого пункта расположена на высоте 205 м над уровнем моря.

## Население
| 2010 |
| ---- |
| 620  |

### Половой состав
По данным Всероссийской переписи населения 2010 года, в селе Куликовка проживало 620 человек (314 мужчины, 306 женщин).

## Известные уроженцы
- Бочкарёв, Александр Григорьевич (1921—1945) — советский военнослужащий, старшина, Герой Советского Союза.